# 웻보이
웻보이(1994년 5월 16일 ~ )는 대한민국의 가수다.

## 방송
- 청리우드 (2022)
- 깜깜방탈출 (2022)
- WET! (2023) - 진행
- 더 인플루언서 (2024) - 25위

## 공연
- 워터밤 인천 2023 (2023)
- 워터밤 대구 2023 (2023)
- 워터밤 부산 2023 (2023)
- 워터밤 대전 2023 (2023)
- 워터밤 수원 2023 (2023)
- 워터밤 속초 2023 (2023)
- 워터밤 제주 2023 (2023)

## 피처링
- Rekstizzy <슬픈 노래> (2021)

## 기타
- 나몰라패밀리 <Dance For You> (2020) - 작사
- 하하 <사랑해,미안해. (remix) (Feat. 나도진)> (2021) - 작사/작곡